# Torntrav
Torntrav (Pseudoturritis turrita) är en korsblommig växtart som först beskrevs av Carl von Linné, och fick sitt nu gällande namn av Al-shehbaz. Enligt Catalogue of Life ingår Torntrav i släktet torntravar och familjen korsblommiga växter, men enligt Dyntaxa är tillhörigheten istället släktet torntravar och familjen korsblommiga växter. Arten har ej påträffats i Sverige. Inga underarter finns listade i Catalogue of Life.

## Bildgalleri

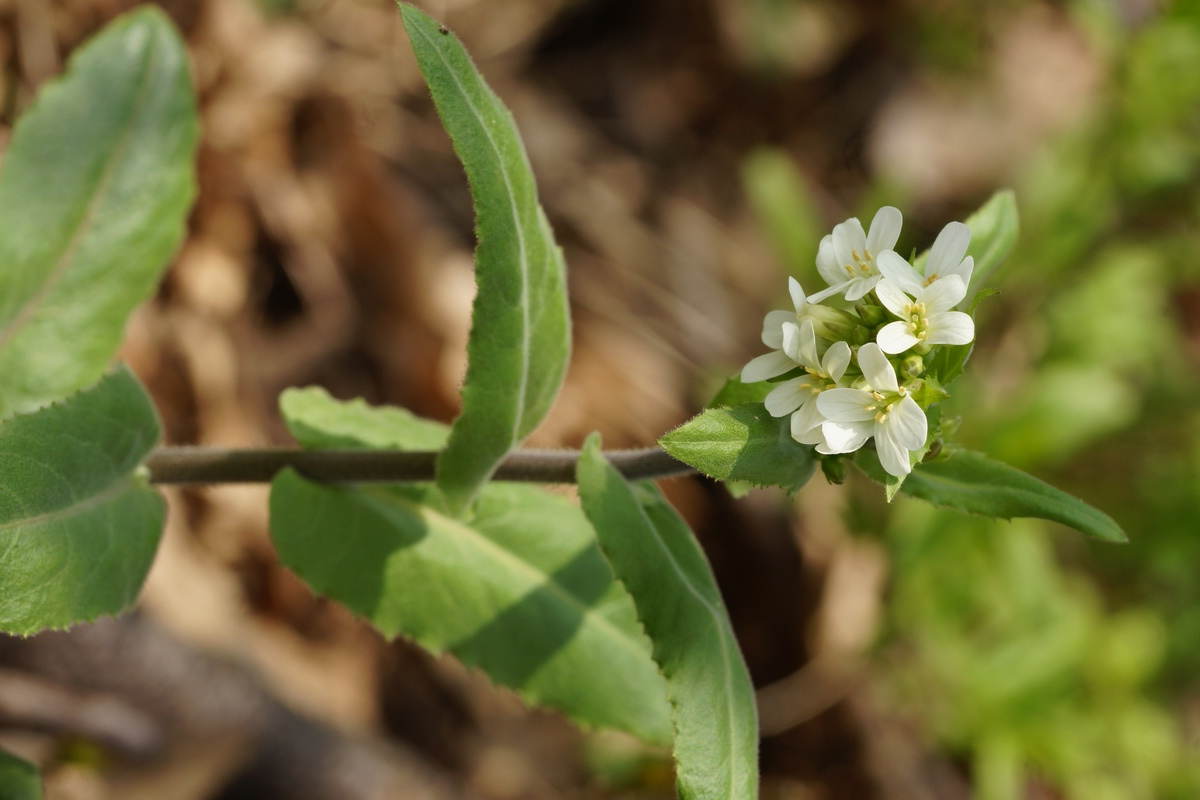
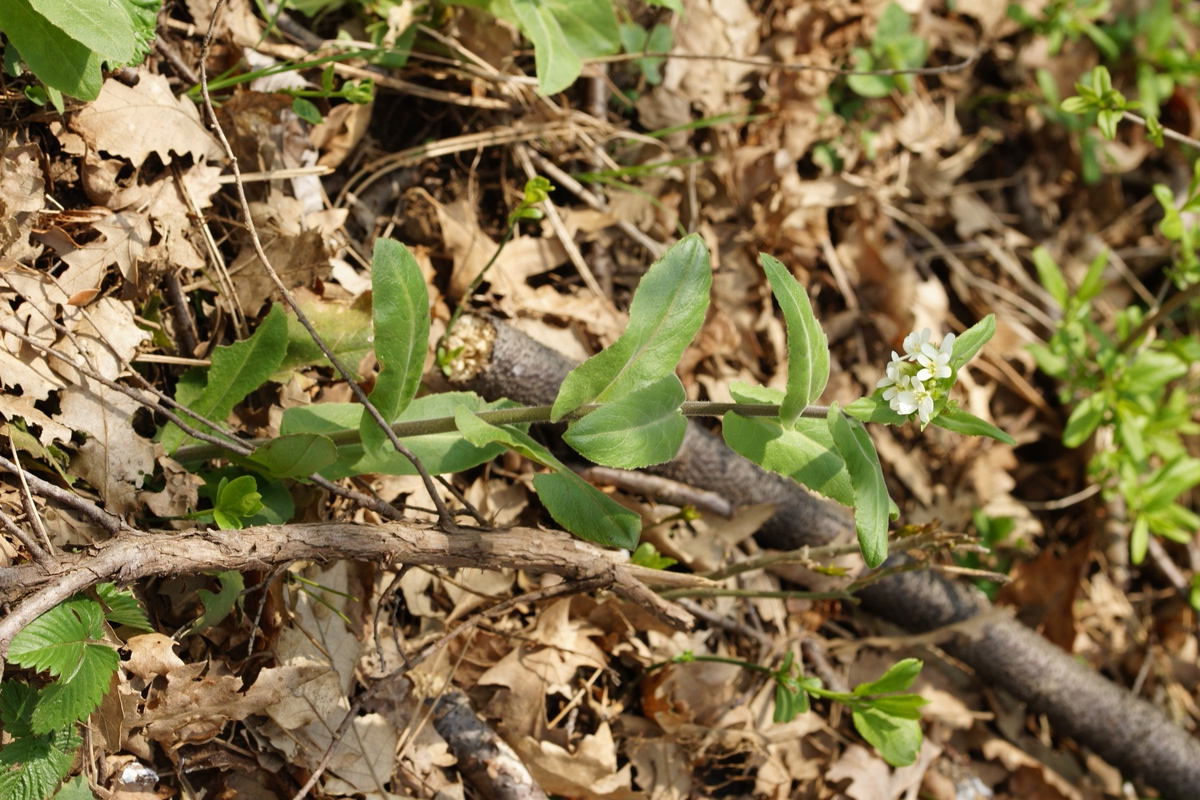
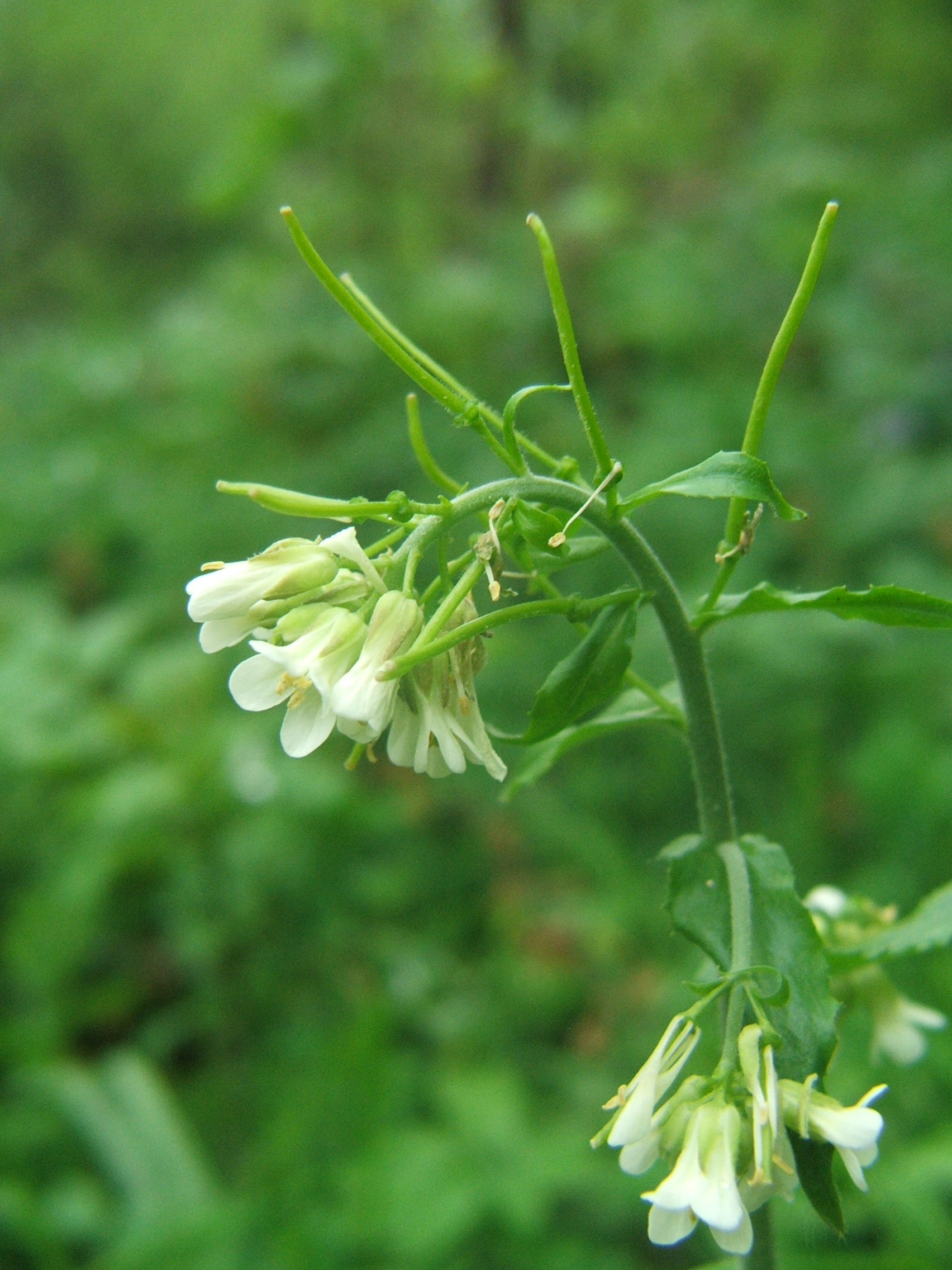
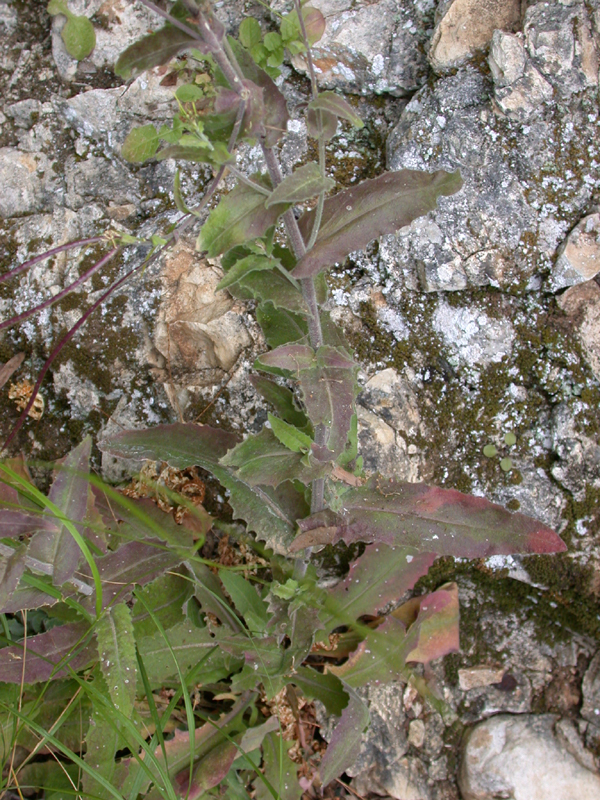
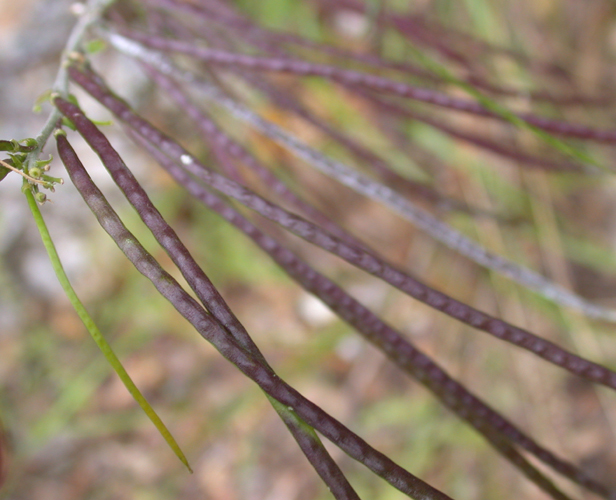
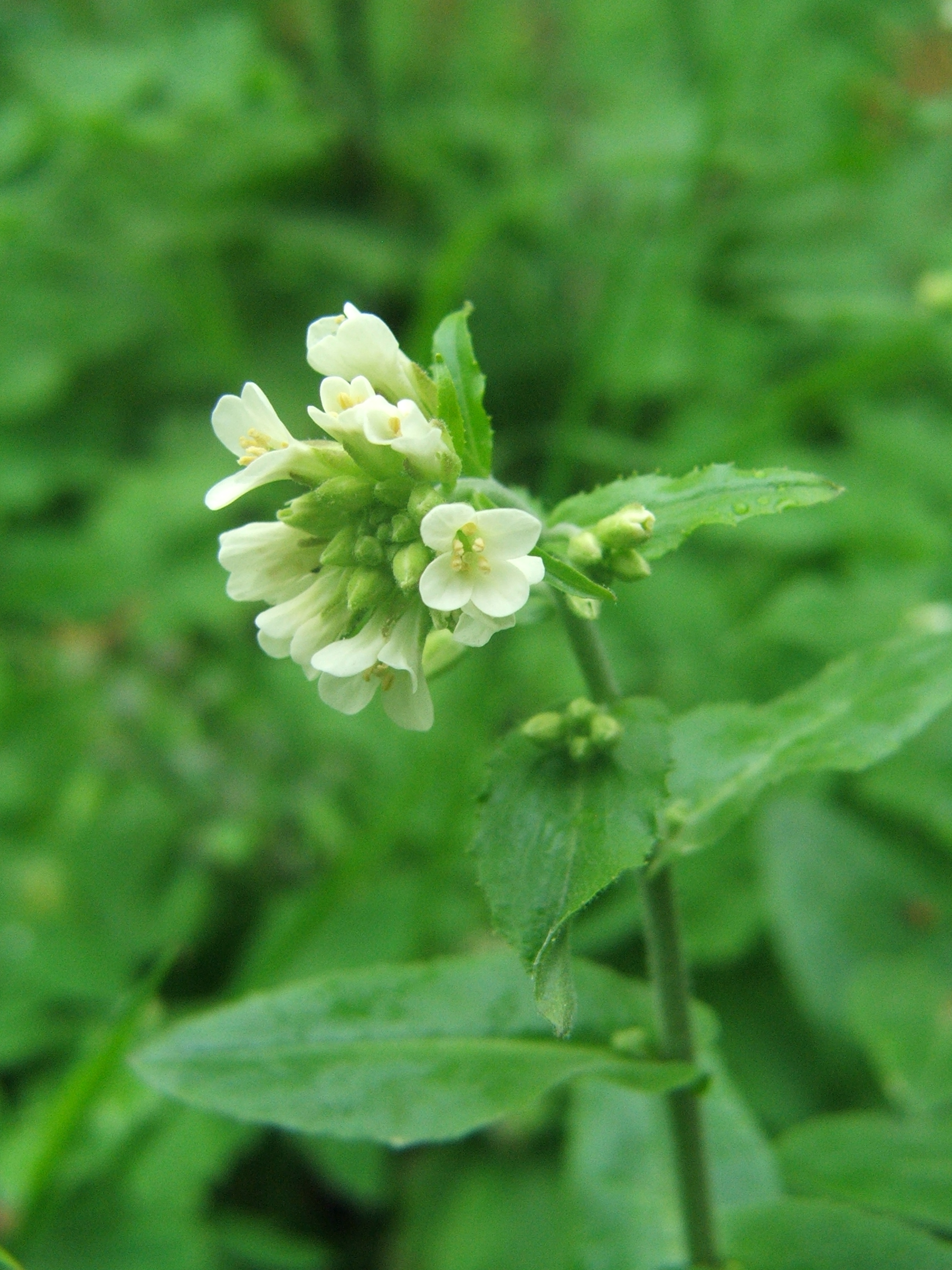